# Winkelcentrum Schalkwijk

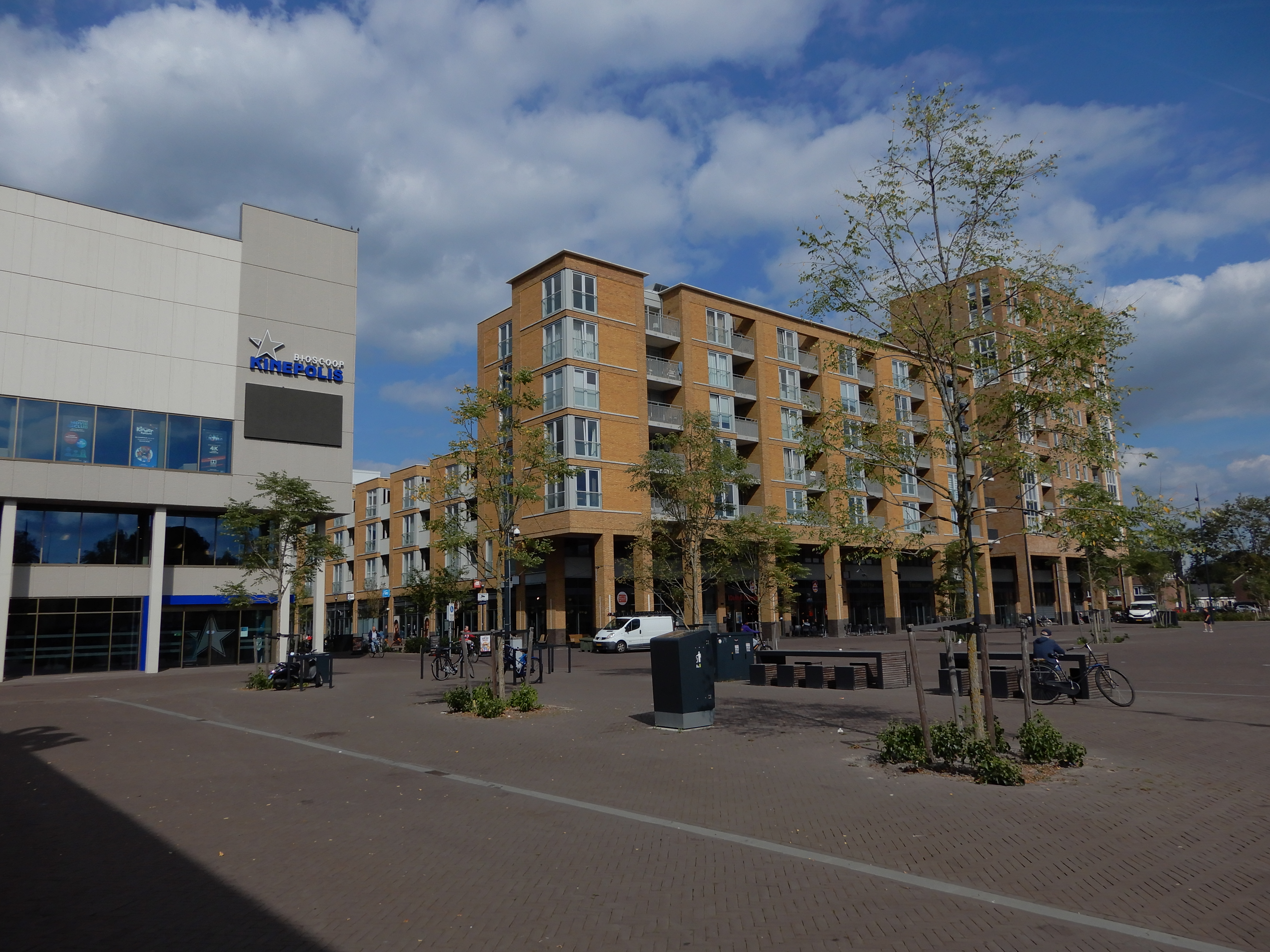
gezicht op het winkelcentrum en bioscoop van Kinepolis vanaf het Californiëplein

Winkelcentrum Schalkwijk, ookwel Centrum Schalkwijk genoemd is een buurt en winkelcentrum in de stad Haarlem, in stadsdeel Schalkwijk. Het winkelcentrum dateert uit 1971, en onderging in de jaren 1990 een renovatie. De buurt rondom het winkelcentrum telt zo'n 105 inwoners (2017).
Het winkelcentrum ondergaat vanaf 2018 opnieuw een grondige renovatie.

## Geschiedenis
Centrum Schalkwijk is gebouwd als het hart van het stadsdeel Schalkwijk aan de zuidkant van Haarlem, en geografisch gezien is het winkelcentrum precies centraal gelegen in het stadsdeel. Het is ontworpen als een autovrij en vooral ‘gezellig voetgangersgebied’ en was in eerste instantie onoverdekt, en kwam gereed in 1971. Maar begin jaren '90 onderging het al een grondige renovatie waarbij de passages alsnog zijn overdekt. Daarnaast zijn toen door K.F.G. Spruit ook meerdere winkelpanden en warenhuizen binnen het plan ontworpen waaronder die van de C&A, HEMA, Vroom & Dreesman en Albert Heijn.
Om een stedelijke sfeer en gezelligheid te bereiken is bij het project gestreefd naar diversiteit van ruimten zoals deze in de historische binnenstad van Haarlem was. “Plein-, straat- en steegpassages waarbij lage brede en hoge smalle straatprofielen elkaar afwisselen”. Om het overwegend lage profiel van het winkelcentrum ook binnen de stedelijke omgeving voldoende te markeren zijn in het plan ook enkele hogere elementen opgenomen met zowel kantoren als woningen.
Binnen het plan moesten ook de warenhuizen ruimtelijk geïntegreerd worden, dat werd toen als problematisch gezien vanwege het overwegend gesloten karakter van deze gebouwtypen. De warenhuizen zijn samen met de supermarkten gesitueerd op de hoekpunten van het plan, dicht bij parkeerplekken en worden bevoorraad via expeditie hoven. Meer recent vormen de warenhuizen een dilemma voor het winkelcentrum door de leegstand van onder meer het voormalige V&D pand. Ook bestaan er al tien jaar lang plannen om het winkelcentrum fors uit te breiden.
In 2021 vierde Centrum Schalkwijk zijn 50-jarig bestaan.

## Centrum Schalkwijk
Met Centrum Schalkwijk, voorheen ook wel Schalkstad genoemd, wordt het centrum van het stadsdeel Schalkwijk aangeduid. In dit centrum ligt het winkelcentrum dat eveneens Centrum Schalkwijk heet en wegens veroudering zal worden verbouwd naar een masterplan van voormalig rijksbouwmeester Jo Coenen. Bij het winkelcentrum komen meer woningen, winkels, een bioscoop en horeca; hierdoor zal naar verwachting de aantrekkingskracht van het gebied toenemen. Ook wordt de oude VNU-toren verbouwd tot appartementen.
Begin september 2019 werd gestart met de bouw van de uitbreiding van het winkelcentrum aan het Californiëplein. Dit deel van de uitbreiding zal bestaan uit twee supermarkten (Albert Heijn & Aldi) op de begane grond, een parkeergarage met 600 plekken, 158 vrijesectorwoningen en 36 zorgwoningen. Tevens zal er aansluitend een nieuw marktplein worden gerealiseerd. De werkzaamheden zullen naar verwachting ruim een jaar duren. Na de verbouwing zal het gebied verder gaan onder de naam Centrum Schalkwijk.
Daarnaast zijn er ook meerdere fastfood ketens geopend, zoals KFC, HFC, en McDonald's. Ook is er een schoenenwinkel, Scapino, na een aantal jaar verdwenen te zijn teruggekeerd. De volledige lijst ondernemers kan worden geraadpleegd op de site van het winkelcentrum.
De bioscoop Kinepolis opende op 8 oktober 2020 midden in coronatijd zijn deuren aan het Californiëplein.